# Кризис здоровья у гомосексуалов
Кризис здоровья у гомосексуалов, GMHC (англ. Gay Men’s Health Crisis) — некоммерческая волонтёрская СПИД-сервисная организация, целями которой являются профилактика эпидемии СПИДа и улучшение жизни ВИЧ-позитивных людей.

## История

### 1980-е годы
Организация была основана в январе 1982 года после того, как в Сан-Франциско и Нью-Йорке появились сообщения о том, что редкая форма рака, называемая саркомой Капоши, поражает молодых мужчин, практикующих секс с мужчинами. После того, как Центры по контролю за заболеваниями объявили новую болезнь эпидемией, была основана организация «Кризис здоровья у гомосексуалов», когда восемьдесят человек собрались в Нью-Йорке на квартире писателя Ларри Крамера, чтобы обсудить проблему «рака, поражающего гомосексуалов» и собрать деньги на исследования этой болезни. Организация получила своё название из-за того, что первые мужчины, ставшие жертвами СПИДа в начале 1980-х годов, были преимущественно гомосексуалами.
Основателями GMHC были Натан Файн, Ларри Крамер, Лоуренс Д. Масс, Пол Попэм, Пол Рапопорт и Эдмунд Уайт. Они создали некоммерческую организацию, освобожденную от налогов. В 1980-е годы GMHC была крупнейшей некоммерческой волонтёрской организацией по борьбе со СПИДом в мире. Пол Попэм, ветеран войны во Вьетнаме, был избран её первым президентом.
Роджер Макфарлейн открыл на своём домашнем телефоне «Горячую линию по кризисным ситуациям», которая, в конечном итоге, стала одним из самых эффективных инструментов для обмена информацией о СПИДе. В 1982 году он был назначен директором GMHC и фактически создал первоначальную структуру организации, у которой в то время не было стороннего финансирования и офисов. GMHC располагала лишь несколькими комнатами под офисы в жилом доме в районе Челси, который принадлежал Мелу Черену из компании «Уэст-Энд Рекордс».
После смерти Макфарлейна в 2009 году, Крамер сказал, что GMHC, по сути, и теперь занимается тем, чем с самого начала занимался он [Макфарлейн] (кризисное консультирование, юридическая помощь, волонтёры, система друзей, социальные работники), став организацией, обслуживающей более 15 000 человек, затронутых проблемой ВИЧ и СПИДом. В интервью газете «Нью-Йорк Таймс» в мае 2009 года он рассказал о том, как Макфарлейн в одиночку взял на себя ответственность за «эту борющуюся неопрятную группу по-настоящему напуганных и, в основном, молодых людей», нашёл для них офис и запустил все программы взаимопомощи.
Крамер покинул организацию в 1983 году и основал Коалицию для мобилизации сил по борьбе со СПИДом в качестве её политической альтернативы. С тех пор его публичные комментарии и отношение GMHC стали отрицательными, если не враждебными. Пьеса Крамера «Обыкновенное сердце» — произведение, в котором он рассказал о своём участии в GMHC.
30 апреля 1983 года организация «Кризис здоровья у гомосексуалов» выступила спонсором первого крупного мероприятия по сбору средств для борьбы со СПИДом — благотворительного представления в Цирке братьев Ринглинг, Барнума и Бейли.
Уже в 1984 году Центры по контролю заболеваний обратились к GMHC с просьбой о помощи в планировании общественных конференций по СПИДу. В том же году вирус иммунодефицита человека был обнаружен французскими учёными Франсуазой Барре-Синусси и Люком Монтанье. В течение двух лет GMHC оказывал помощь ВИЧ-позитивным гетеросексуальным мужчинам и женщинам, больным гемофилией, внутривенным наркоманам и детям.
Об организации подробно написано в книге писателя Рэнди Шилтса «Затянувшаяся музыка», изданной в 1987 году. В книге рассказывается о появлении СПИДа и росте эпидемии, в которой Шилтс обвиняет правительство США, особенно администрацию президента Рейгана и министра здравоохранения Маргарет Хеклер, так, как они не приняли своевременных мер по предотвращению пандемии. Автор, ВИЧ-позитивный гомосексуал, высоко оценил работу GMHC.

### 1990-е годы
В 1997 году организация переехала в новую штаб-квартиру в девятиэтажном здании Тиш 119 Уэст на 24-й улице в районе Челси. Здание было отремонтировано за 12,5 миллионов долларов. Оно было названо в честь Престона Роберта и Джоан Тиш. Супруги пожертвовали 3,5 миллиона долларов США на проекты «Кризиса здоровья у гомосексуалов», а Джоан Тиш вошла в совет директоров GMHC.
В 1990-х годах мероприятие организации по сбору средств на побережье Атлантического океана в Файер-Айленд-Пайнс в штате Нью-Йорк превратилось в крупную цирковую вечеринку, которая сразу приобрела репутацию события, пропагандировавшего безопасный секс и употребление наркотиков в рекреационных целях. GMHC прекратил устраивать вечеринки по сбору средств в 1998 году, после того, как один человек умер накануне такой вечеринки от передозировки гамма-оксимасляной кислотой и двадцать один участник вечеринки был арестован за хранение наркотиков.

### 2000-е годы
В 2002 году GMHC получил многочисленные гранты от благотворительного фонда Корпорация Карнеги, организации, которая поддержала более 550 нью-йоркских учреждений искусства и социального обслуживания. Работу GMHC поддерживал мэр Нью-Йорка Майкла Блумберга.
«Кризис здоровья у гомосексуалов» переехал в новое отремонтированное большое здание 446 Уэст на 33-й улице в Манхэттене, площадью 10 000 м2. Новое местоположение позволило GMHC значительно расширить спектр оказания услуг для более чем 100 000 ВИЧ-позитивных жителей Нью-Йорка. В числе бесплатных услуг, оказываемых организацией, образование в области здравоохранения и питания, юридическая помощь, поддержка в области жилья и сохранности психического здоровья, профессиональная подготовка и администрирование. С новой современной кухней и большой столовой, бесплатные горячие блюда раздаются большему количеству посетителей. Программа столовой имени Кита Харинга расширила возможности по предоставлению пакетов с продуктами и консультированию по вопросам питания для большего числа нуждающихся.
В 2000-х годах ВИЧ в Нью-Йорке чаще всего выявлялся среди гетеросексуальных женщин, афроамериканцев, латиноамериканцев и мужчин, практикующих секс с мужчинами.
Программы по профилактике и тестированию на ВИЧ в новом Центре профилактики ВИЧ-инфекции GMHC в здании 224 Уэст на 29-й улице, включают новую программу развития лидерства среди молодежи. Новый Центр по профилактике ВИЧ открылся 31 мая 2018 года.